# Jean-Baptiste Miège
Pour les articles homonymes, voir Miège (homonymie).
Jean-Baptiste Miège (aux États-Unis: John-Baptist Miège), né le 18 septembre 1815 à Mercury, en Savoie (France) et décédé le 21 juillet 1884 à Woodstock, au Maryland (États-Unis), était un prêtre jésuite français (savoyard), missionnaire aux États-Unis. Il fut vicaire apostolique (évêque) de Kansas, de 1850 à 1874.

## Biographie

### Jeunesse et formation
Né le 18 septembre 1815 à Mercury, un village du duché de Savoie, Jean-Baptiste est le plus jeune fils d’une famille aisée et pratiquante. Encore jeune il est confié a son frère Urbain, directeur du séminaire diocésain de Moûtiers. Il reste à Moûtiers deux ans supplémentaires pour des études de philosophie.
Le 23 octobre 1836 le jeune Jean-Baptiste entre au noviciat de la Compagnie de Jésus à Milan et y prononce ses premiers vœux le 15 octobre 1838. Après quelques années passées comme préfet de discipline à l’internat de Milan et une année à Chambéry (1843-1844) il est envoyé à Rome pour ses études de théologie à l’Université grégorienne.  Il y est ordonné prêtre le 12 septembre 1847. Des études supplémentaires de théologie sont brusquement ininterrompues par la révolution de 1848. Avec les autres jésuites il doit fuir la capitale des États pontificaux et se réfugie en France. C’est alors, en 1849, qu’il demande à être envoyé aux ‘missions indiennes’ des États-Unis. 

### Missionnaire aux États-Unis
Aux États-Unis, son premier poste est cependant la paroisse de Saint-Charles à Missouri, et il enseigne également la théologie morale au scolasticat jésuite de Florissant, puis, en 1851, est préfet et professeur à l’université Saint-Louis (1851). 

### Vicaire apostolique des ‘Territoires indiens’
Le 19 juillet 1850 Miège est nommé Vicaire apostolique des ‘Territoires indiens à l’Est des Montagnes Rocheuses’. Il est le premier supérieur ecclésiastique de cette région entièrement missionnaire. Étant jésuite il exprime des réticences à accepter cet honneur épiscopal. Aussi reçoit-il un mandat formel du pape Pie IX. Le 25 mars 1851 il est ordonné évêque  par Mgr Peter R. Kenrick, archevêque de Saint-Louis, assisté par Mgr Jacques Van de Velde, évêque de Chicago. La cérémonie a lieu dans l’église Saint-Xavier de Saint-Louis. 
Quittant Saint-Louis en mai 1851 Mgr Miège arrive parmi les Potéouatamis, au bord du fleuve Kansas. Son vicariat couvre la plus grande partie de ce qui est aujourd’hui le Colorado, les Dakotas (Nord et Sud), le Kansas, Montana, Nebraska et Wyoming Il s’y trouve cinq églises et huit prêtres pour une population catholique de quelque 5000 fidèles. En 1851 il construit la première église catholique au Kansas – Sainte-Marie de l’Immaculée Conception – à Leavenworth, dont il fera sa cathédrale.  À partir de 1855 Leavenworth sera sa résidence et siège épiscopal, en bordure du fleuve Missouri. 
Mgr Miège se mit à visiter villages amérindiens, forts militaires, postes commerciaux, et nouvelles villes dans les régions les plus reculées pour y rencontrer les communautés catholiques dispersées sur son vaste territoire, son chariot étant souvent sa chapelle ambulante.  Il fonde une école pour filles Osages, qu’il confie aux Sœurs de Loreto et invite d’autres congrégations religieuses dans son vicariat : moines et moniales bénédictins, Carmélites et Sœurs de la Charité. Ces dernières ouvrent le premier orphelinat du Kansas, en 1863.   
En 1857, à sa demande, le Nebraska est érigé en vicariat apostolique séparé. Une autre partie de son vicariat sera rattachée au diocèse de Santa Fe.
Mgr Miège se construit une résidence épiscopale en 1863 et pose la première pierre de sa future cathédrale en septembre 1864. Elle sera dédiée à l’Immaculée conception en décembre 1868. Il a à son crédit également une académie, un hôpital et un séminaire diocésain. Il fait un voyage en Amérique du Sud pour récolter des fonds pour payer les dettes occasionnées par la construction de sa cathédrale et prend part au concile Vatican I (décembre 1869 à octobre 1870).

### Retour parmi les Jésuites
En 1871 souhaitant revenir à la vie du simple religieux jésuite Mgr Miège demande au Saint-Siège d’être relevé de sa mission. Pour préparer la succession un évêque coadjuteur est nommé (1 mars 1871), le moine bénédictin bavarois Louis Mary Fink (en). Le 18 novembre 1874 sa démission est acceptée. Il laisse un vicariat qui compte 48 prêtres pour 71 paroisses ou communautés catholiques. 
Abandonnant tous les symboles épiscopaux sauf le titre d'évêque titulaire de Messène (de) qu'il conservera jusqu'à sa mort, il réside au théologat jésuite 'Woodstock college' à partir de 1875 où il est nommé directeur spirituel des étudiants jésuites.  En 1877 il accepte la responsabilisé d’une nouvelle école et paroisse à Detroit (Michigan). Miège est ainsi le premier directeur du ‘Detroit College’. En 1880 il retourne à Woodstock où il passe ses dernières années.
Frappé par une paralysie débilitante en 1883, Mgr Jean-Baptiste Miège meurt à 'Woodstock College', le 21 juillet 1884. Il a près de 69 ans.